# Joe-Joe Richardson
Joe-Joe Richardson (* 1. November 2001 in Seattle, Washington; eigentlich Joseph Charles Richardson II) ist ein US-amerikanischer Fußballspieler.

## Sportlicher Werdegang
Richardson spielte mit Washington Rush SC, Pacific Northwest SC und den Lakeside Lions in seiner Jugend für verschiedene Mannschaften in den Vereinigten Staaten. Über die German International Soccer Academy kam der Offensivspieler 2021 zum Greifswalder FC in die fünftklassige Oberliga Nordost. Mit zwölf Saisontoren in 25 Ligaspielen war er maßgeblich am Gewinn der Nordstaffel in der Spielzeit 2021/22 und dem damit verbundenen Aufstieg in die Regionalliga Nordost beteiligt. Mit dem Liganeuling belegte er in der Spielzeit 2022/23 den 14. Tabellenrang; zum Klassenerhalt steuerte Richardson sieben Tore und zehn Torvorlagen bei.
Im Sommer 2023 nahm ihn der SV Sandhausen, der aus der 2. Bundesliga in die 3. Liga abgestiegen war, unter Vertrag. Hier blieb ihm unter Cheftrainer Jens Keller anfangs nur die Rolle des Ersatzmanns, ehe er vor Jahresende wegen einer Verletzung am Meniskus zeitweise ausfiel. Nach der Genesung kam er im Januar 2024 zu seinem Profidebüt, als er beim 1:0-Erfolg über den FC Erzgebirge Aue kurz vor Spielende für Christoph Ehlich eingewechselt wurde. 
Im Sommer 2024 wechselte Richardson leihweise zum in die Regionalliga Nordost abgestiegenen Halleschen FC, der trotz 24 bestrittener Spiele und dem Gewinn des Landespokals die Kaufoption für den US-Amerikaner nicht wahrnahm. Anschließend wechselte er zurück zum Greifswalder FC.

## Erfolge
- 2022: Meister Oberliga Nordost-Nord mit Greifswalder FC
- 2024: Landespokalsieger Baden mit SV Sandhausen
- 2025: Landespokalsieger Sachsen-Anhalt mit Hallescher FC